# AV Curiensis
Die Akademische Verbindung Curiensis ist eine gemischte Studentenverbindung, die 1868 in Chur als Theologenverbindung gegründet wurde. Sie ist Mitglied des Schweizerischen Studentenvereins (Schw.-StV). 

## Verbindungsgeschichte
Die Verbindung wurde im Spätherbst des Jahres 1868 gegründet. Das genaue Gründungsdatum ist nicht bekannt. Während der ersten Zeit gab es immer wieder Probleme mit der Hausleitung, was teilweise in einem Verbot endete. 1873 kommt es zu einer Neu-Konstituierung der Verbindung. Damit beginnt eine regelmässige und sehr aktive Sektions-Arbeit, die sich nach aussen vor allem in der Behandlung der Altkatholiken-Frage im Schweizerischen Studentenverein (Schw.-StV) zeigt. An der GV in Zug, am 11. September 1873, stellt die Sektion Chur offiziell den Antrag, den Schw.-StV als eindeutig „katholischen“ Verein zu definieren. Nach heftiger Diskussion wird dieser Churer Antrag fast einstimmig gutgeheissen. Allerdings verliert die Verbindung wieder an Interesse und wird 1910 unter dem Namen Rhenania neu konstituiert. 
1915 wird der erste Vertreter der Rhenania (Alois Bünter aus Schwyz) ins Zentralkomitee (CC) gewählt. 1919/20 macht die Verbindung eine Hilfsaktion für Wiener Studenten. 1922 wird der Verbindungsname von „Rhenania“ in „Curiensis“ abgeändert und der Wahlspruch von „fortes et fideles“ in „tonitrua non terrent“ geändert. Am 13. Juni 1922 findet die Fahnenweihe statt. 1928 gründet sich die Alt-Curiensis. Ab 1930 setzt sich die Curiensis für die Heiligsprechung von Bruder Klaus ein. 1945/46 macht die Curiensis eine grossangelegte Hilfsaktion für österreichische Theologie-Studenten, 1956 folgt eine Hilfsaktion für Ungarn. 1958 organisiert die Verbindung eine Geldsammlung für bedürftige Protestanten. 
2012 wurde die Aktivitas reaktiviert. Eine Statutenänderung ermöglicht, dass nun Studentinnen und Studenten aller Hochschulen in Chur Mitglied werden können.

## Farben und Zirkel

### Farben
Mütze und Band werden als Farben bezeichnet. Die Mütze oder auch Couleur genannt, ist  rot und mit dem Verbindungszirkel bestickt. Die Burschen tragen ein rot-weiss-grünes Band und die Fuxen ein rot-grünes Band.

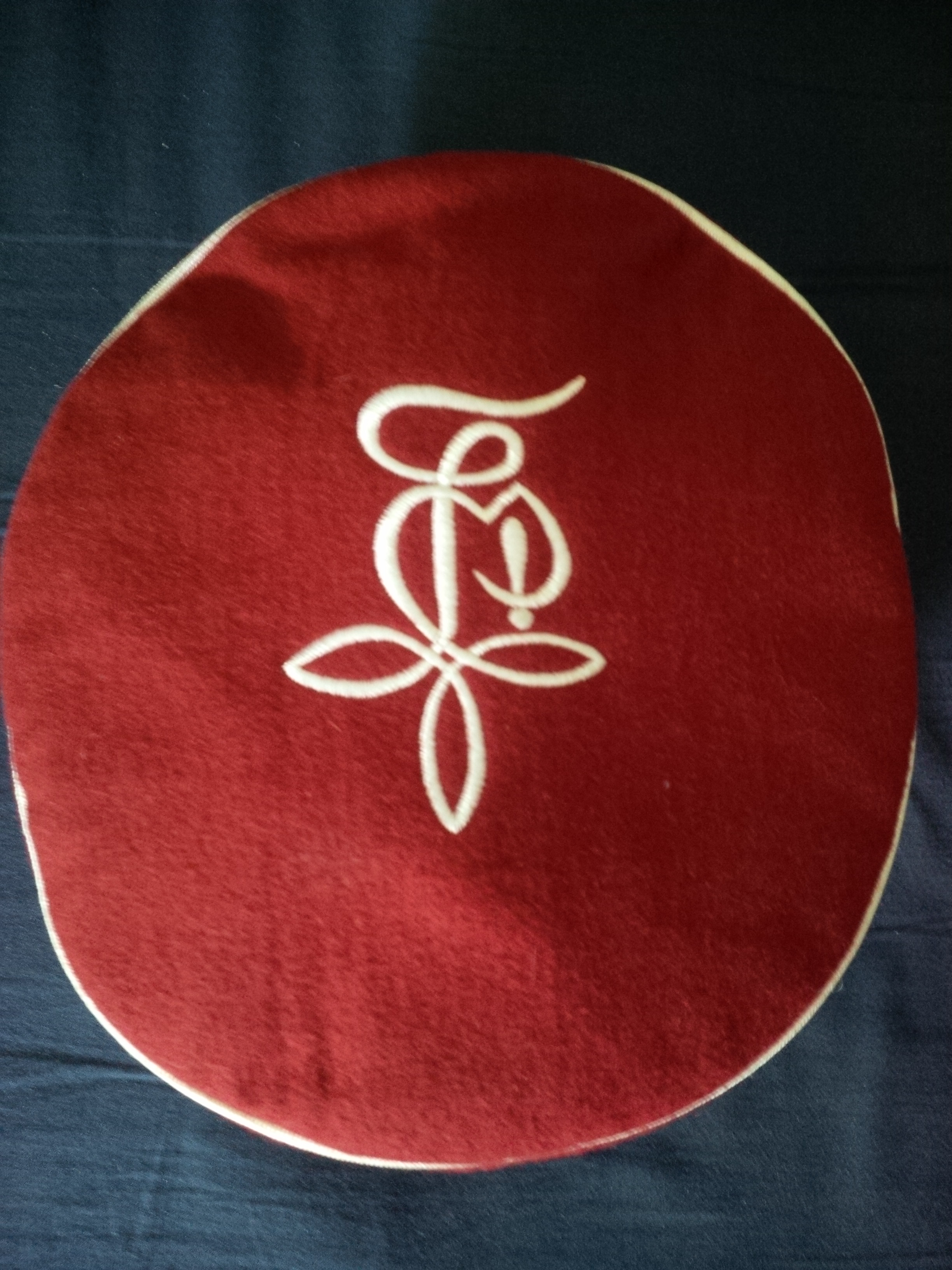
Ein Tellermutz mit dem Zirkel der AV Curiensis
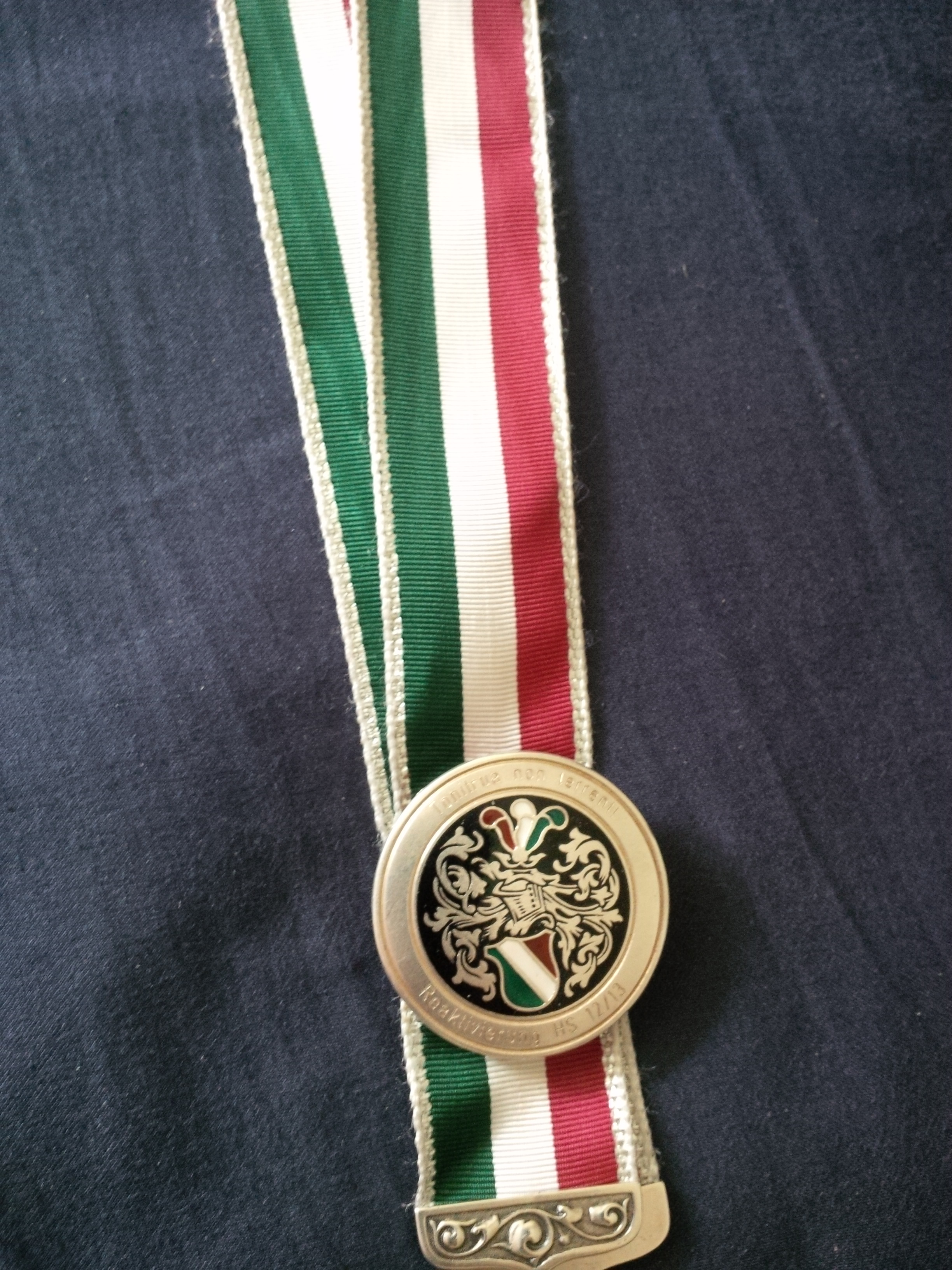
Burschenband der AV Curiensis

### Zirkel
Der Zirkel ist ein monogrammartiges Erkennungs- und Zugehörigkeitszeichen einer jeden Verbindung. Er beinhaltet die Anfangsbuchstaben des Leitspruchs des Schweizerischen Studentenvereins vivat, crescat, floreat! und ein C, welches für Curiensis steht.